# Czeka na nas świat (utwór muzyczny)
Czeka na nas świat – piosenka zespołu Andrzej i Eliza z albumu pt. Buty, buty..., wydana w 1974 roku.

## Opis
Utwór ten, który jest uznawany za jeden z największych przebojów zespołu, został po raz pierwszy wykonany w 1975 roku na 13. Krajowym Festiwalu Piosenki Polskiej w Opolu. Został on nagrodzony Nagrodą za interpretację. Utwór ma również rosyjską wersję pt.: "Здравствуй, новый день".
Utwór ukazał się również na płytach takich jak m.in.: Andrzej i Eliza (1976), Andrzej i Eliza II (1979), Greatest Hits (1993), Już nie ma dzikich plaż, największe przeboje Krzysztofa Logana Tomaszewskiego (1993), Nasze przeboje (1994), Ballada o butach (2003), Platynowa kolekcja: Złote przeboje (2004), Platynowa kolekcja: Nasze złote przeboje (2004), Muzyczna kolekcja: Andrzej i Eliza (2008),40 piosenek Andrzeja i Elizy (2014), Złota kolekcja: Czas relaksu (2016).

## Pozycje na listach przebojów
| Kraj   | Notowanie (1975)                   | Pozycja |
| ------ | ---------------------------------- | ------- |
| Polska | Radiowa lista przebojów Programu I | 4       |
| Polska | Rozgłośnia Harcerska               | 3       |
| Polska | Non Stop                           | 1       |

## Nagrody
- 1975: Nagroda za interpretację na 13. Krajowym Festiwalu Piosenki Polskiej w Opolu

## Inne wykonania
- Ariel